# Vehmasjärvi (sjö i Sonkajärvi, Norra Savolax)
Vehmasjärvi är en sjö i kommunen Sonkajärvi i landskapet Norra Savolax i Finland. Den är 7 meter djup. Arean är 40 hektar och strandlinjen är 3,71 kilometer lång. Sjön  ingår i Vuoksens huvudavrinningsområde.   Den ligger omkring 81 kilometer norr om Kuopio och omkring 410 kilometer norr om Helsingfors. 